# Shenzhen Open (ATP) 2017 - Qualificazioni singolare
Le qualificazioni del singolare  dello Shenzhen Open 2016 sono state un torneo di tennis preliminare per accedere alla fase finale della manifestazione. I vincitori dell'ultimo turno sono entrati di diritto nel tabellone principale. In caso di ritiro di uno o più giocatori aventi diritto a questi sono subentrati i lucky loser, ossia i giocatori che hanno perso nell'ultimo turno ma che avevano una classifica più alta rispetto agli altri partecipanti che avevano comunque perso nel turno finale.

## Teste di serie
1. Radu Albot (primo turno, ritirato)
2. Thiago Monteiro (ritirato)
3. Nicolás Jarry (ultimo turno)
4. Lukáš Lacko (qualificato)

1. Yannick Hanfmann (primo turno)
2. Matthew Ebden (qualificato)
3. Reilly Opelka (primo turno)
4. Lukáš Rosol (primo turno)

## Qualificati
1. Matthew Ebden
2. Zhang Zhizhen

1. Lloyd Harris
2. Lukáš Lacko

## Tabellone

### Legenda
| - Q = Qualificato - WC = Wild card - LL = Lucky loser | - ALT = Alternate - SE = Special Exempt - PR = Protected Ranking | - w/o = Walkover - r = Ritirato - d = Squalificato |

### Sezione 1
|  | Primo turno | Primo turno   | Primo turno   | Primo turno | Primo turno |  |  | Ultimo turno | Ultimo turno  | Ultimo turno | Ultimo turno | Ultimo turno |  |
|  |             |               |               |             |             |  |  |              |               |              |              |              |  |
|  | 1           | Radu Albot    | 4             | 0           | r           |  |  |              |               |              |              |              |  |
|  |             | Max Purcell   | 6             | 4           |             |  |  |              | Max Purcell   | 1            | 7            | 1            |  |
|  |             | Franko Škugor | Franko Škugor | 3           | 4           |  |  | 6            | Matthew Ebden | 6            | 6            | 6            |  |
|  | 6           | Matthew Ebden | Matthew Ebden | 6           | 6           |  |  |              |               |              |              |              |  |

### Sezione 2
|  | Primo turno | Primo turno      | Primo turno      | Primo turno | Primo turno |  |  | Ultimo turno | Ultimo turno  | Ultimo turno  | Ultimo turno | Ultimo turno |  |
|  |             |                  |                  |             |             |  |  |              |               |               |              |              |  |
|  | Alt         | Bai Yan          | Bai Yan          | 4           | 3           |  |  |              |               |               |              |              |  |
|  | WC          | Zhang Zhizhen    | Zhang Zhizhen    | 6           | 6           |  |  | WC           | Zhang Zhizhen | Zhang Zhizhen | 7            | 6            |  |
|  |             | Hiroki Moriya    | Hiroki Moriya    | 6           | 6           |  |  |              | Hiroki Moriya | Hiroki Moriya | 65           | 3            |  |
|  | 5           | Yannick Hanfmann | Yannick Hanfmann | 2           | 3           |  |  |              |               |               |              |              |  |

### Sezione 3
|  | Primo turno | Primo turno   | Primo turno   | Primo turno | Primo turno |  |  | Ultimo turno | Ultimo turno  | Ultimo turno | Ultimo turno | Ultimo turno |  |
|  |             |               |               |             |             |  |  |              |               |              |              |              |  |
|  | 3           | Nicolás Jarry | Nicolás Jarry | 6           | 7           |  |  |              |               |              |              |              |  |
|  | WC          | André Sá      | André Sá      | 2           | 5           |  |  | 3            | Nicolás Jarry | 6            | 4            | 4            |  |
|  |             | Lloyd Harris  | 6             | 4           | 6           |  |  |              | Lloyd Harris  | 4            | 6            | 6            |  |
|  | 7           | Reilly Opelka | 4             | 6           | 4           |  |  |              |               |              |              |              |  |

### Sezione 4
|  | Primo turno | Primo turno      | Primo turno      | Primo turno | Primo turno |  |  | Ultimo turno | Ultimo turno | Ultimo turno | Ultimo turno | Ultimo turno |  |
|  |             |                  |                  |             |             |  |  |              |              |              |              |              |  |
|  | 4           | Lukáš Lacko      | Lukáš Lacko      | 6           | 6           |  |  |              |              |              |              |              |  |
|  |             | Yusuke Takahashi | Yusuke Takahashi | 3           | 4           |  |  | 4            | Lukáš Lacko  | Lukáš Lacko  | 6            | 6            |  |
|  |             | Marc Polmans     | Marc Polmans     | 6           | 6           |  |  |              | Marc Polmans | Marc Polmans | 3            | 4            |  |
|  | 8           | Lukáš Rosol      | Lukáš Rosol      | 3           | 4           |  |  |              |              |              |              |              |  |